# مسلمه بن مخلد الانصاری
مسلمه بن مخلد الانصاری (انگلیسی: Maslama ibn Mukhallad al-Ansari؛ ۶۱۶ یا ۶۲۰ – ۹ آوریل ۶۸۲) فرمانروای مصر در دوران خلافت اموی بود.